# دانشگاه وندربیلت
دانشگاه وندربیلت (به انگلیسی: Vanderbilt University) که گاهی به‌صورت غیررسمی وندی هم نامیده می‌شود، نام یک دانشگاه تحقیقاتی خصوصی در نشویل واقع در ایالت تنسی آمریکا است که در سال ۱۸۷۳ میلادی بنیان‌نهاده شده‌است.
نام دانشگاه به افتخار غول بزرگ ترابری دریایی و ترابری ریلی، کرنلیوس وندربیلت، نام‌گذاری شده‌است. او با وجود آنکه هیچ‌گاه به جنوب ایالات متحده سفر نکرده بود یک میلیون دلار به تأسیس این دانشگاه اعطا نمود. وندربیلت این امید را داشت که ساخت دانشگاهی بزرگ به ترمیم زخم‌های موضعی جنگ داخلی آمریکا کمک کند.
امروزه این دانشگاه در حدود ۱۲۰۰۰ دانشجو از همه ۵۰ ایالت آمریکا و از بیش از ۱۰۰ کشور خارجی در چهار مدرسه تحصیلات عالی و شش مدرسه تحصیلات تکمیلی را در خود دارد. چندین مرکز تحقیقاتی نیز به این دانشگاه وابسته می‌باشند. به غیر از کلینیک‌ها اقماری پزشکی رصدخانه همه مدارس و مراکز دانشگاه در زمین ۳۰۰ هکتاری دانشگاه واقع در یک و نیم مایلی از مرکز شهر نشویل می‌باشند. پردیس این دانشگاه به تنهایی یک باغ ملی به‌شمار می‌آید که بیش از ۳۰۰ گونه درخت و درختچه را در خود جای داده‌است.
وندربیلت برای آموزش عالی، فرصت‌های تحقیقاتی، و سطح تحصیلات تکمیلی یکی از دانشگاه‌های معتبر در ایالات متحده به‌شمار می‌آید. این دانشگاه در یواس نیوز اند ورلد ریپورت سکوی پانزدهم بهترین دانشگاه‌های ملی رتبه‌بندی شده‌است.

## رتبه‌بندی
در رتبه‌بندی دانشگاهی جهان QS در سال ۲۰۲۰ دانشگاه وندربیلت در رتبه ۲۰۰ دنیا و ۴۶ آمریکا قرار گرفته‌است. همچنین بر اساس رتبه‌بندی مؤسسه تایمز در سال ۲۰۲۰ این دانشگاه در رتبه ۱۱۶ دانشگاه‌های جهان قرار دارد.

## دانشکده‌ها
دانشکده‌های دانشگاه وندربیلت عبارتند از:

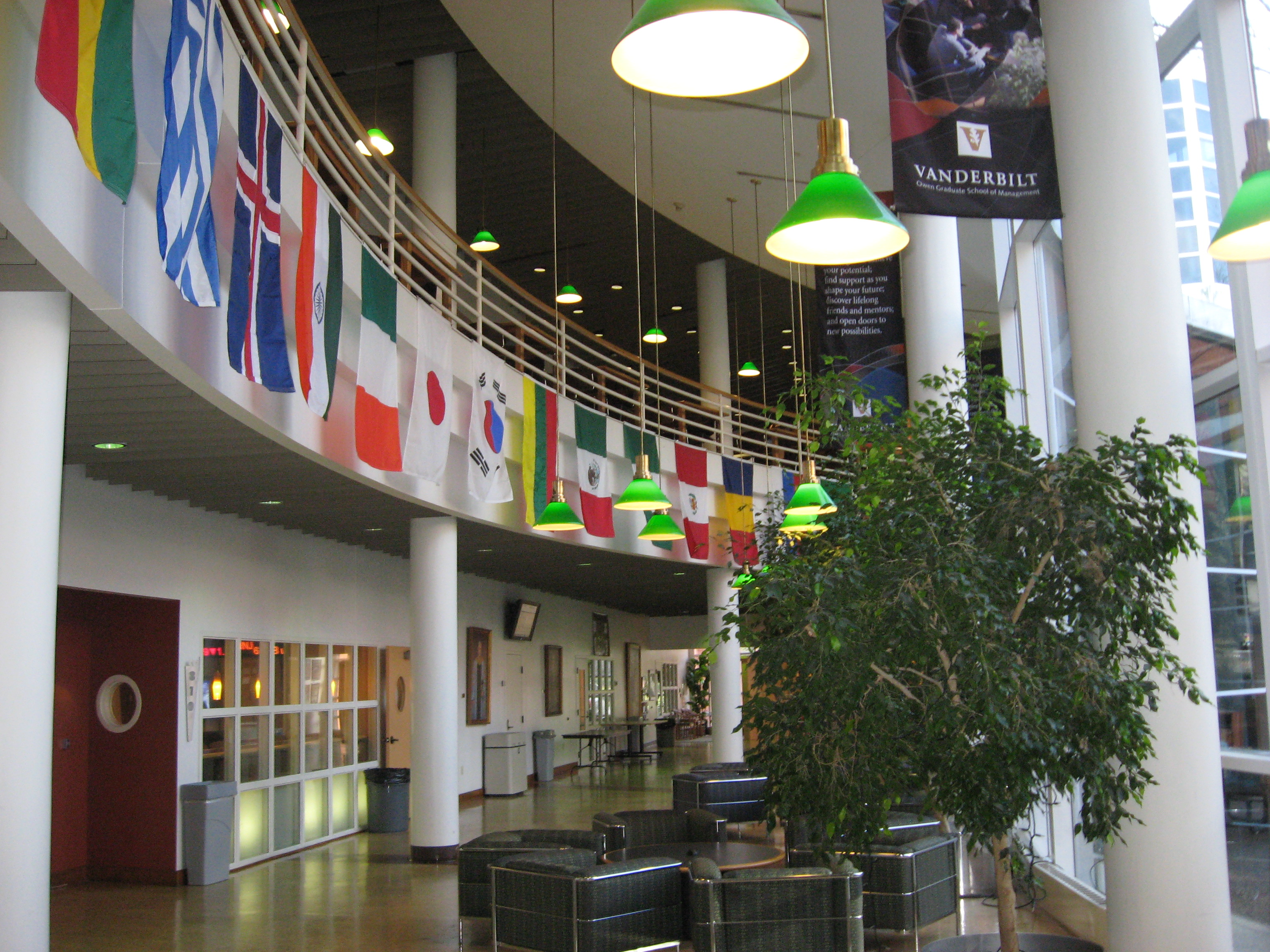
داخل ورودی دانشکده مدیریت دانشگاه وندربیلت.

- دانشکده پزشکی
- دانشکده علوم انسانی
- دانشکده مدیریت
- دانشکده حقوق
- دانشکده الهیات
- دانشکده پرستاری
- دانشکده مهندسی
- دانشکده علوم و هنر
- دانشکده موسیقی

## دانش‌آموختگان مشهور

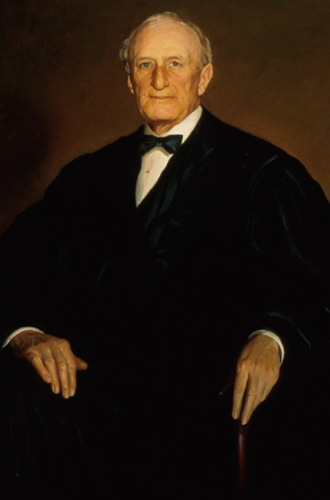
دادستان کل آمریکا جیمز کلارک مک رینولدز
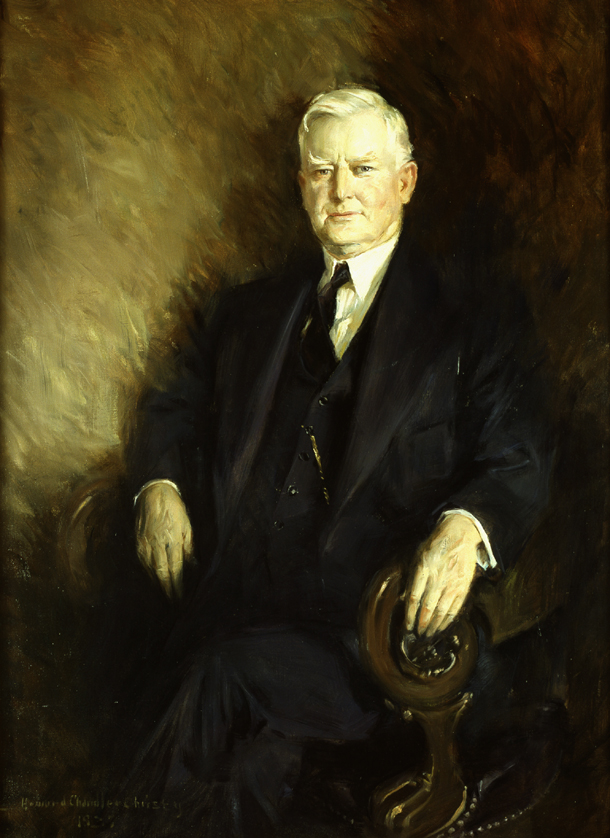
سی و دومین معاون رییس جمهور آمریکا جان نانس گرانر.
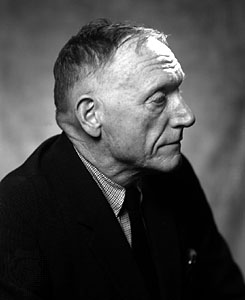
برنده جایزه پولیتزر برای رمان تمام مردان شاه، رابرت پن وارن
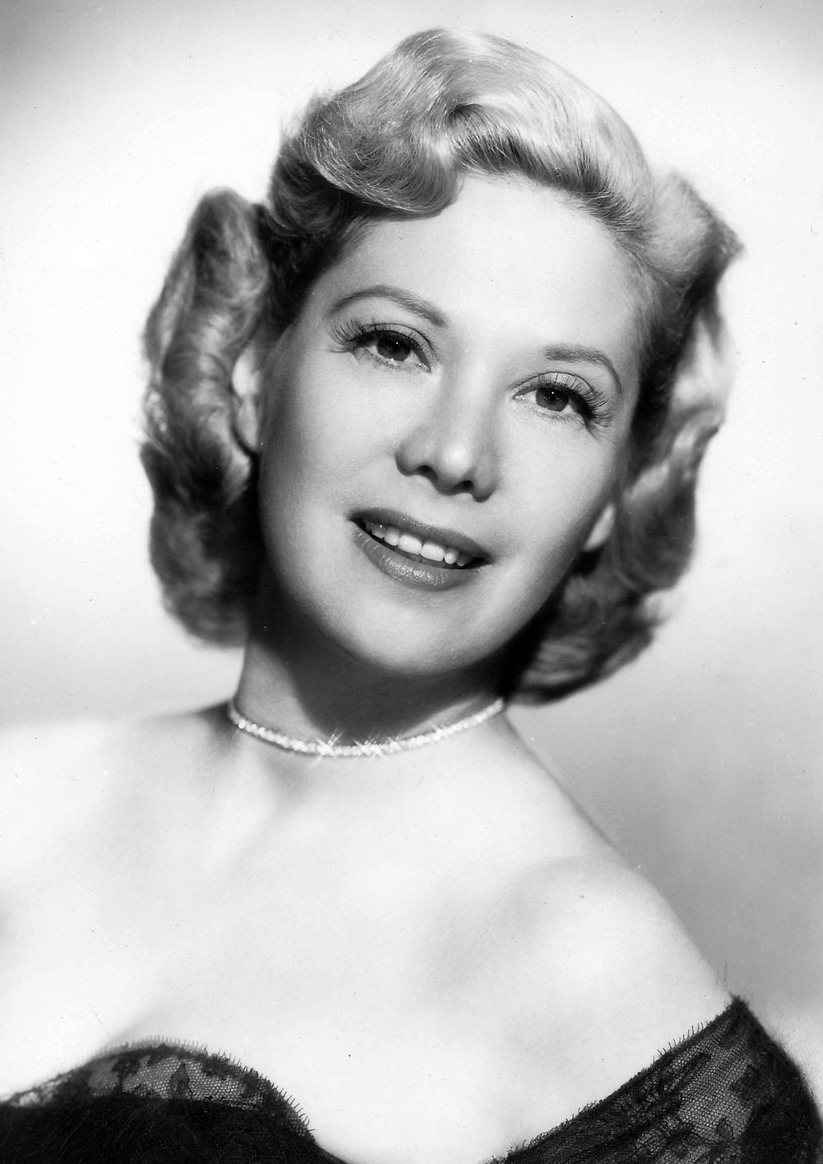
بازیگر و خواننده داینا شور
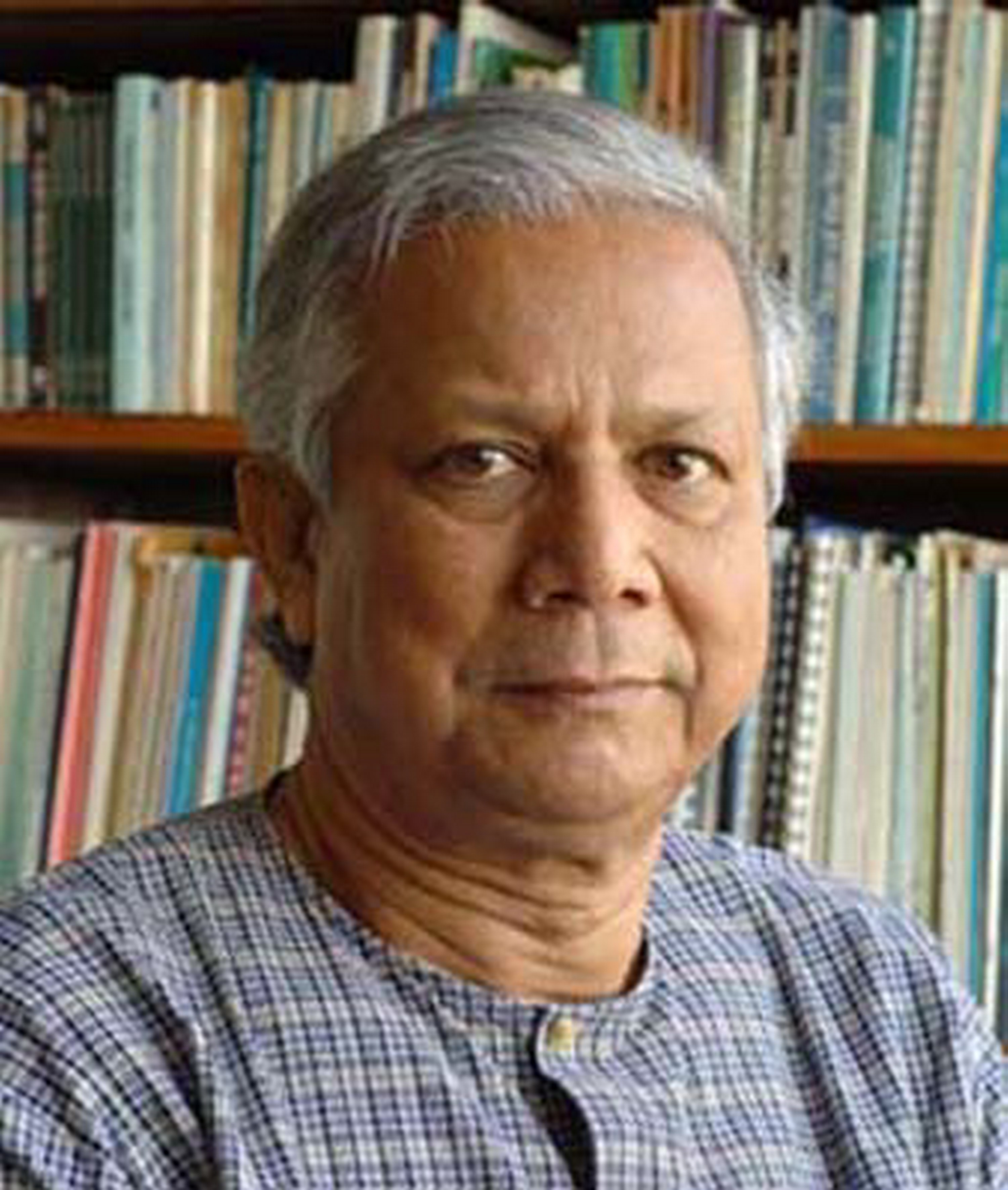
برنده جایزه صلح نوبل، کارآفرینی اجتماعی، محمد یونس
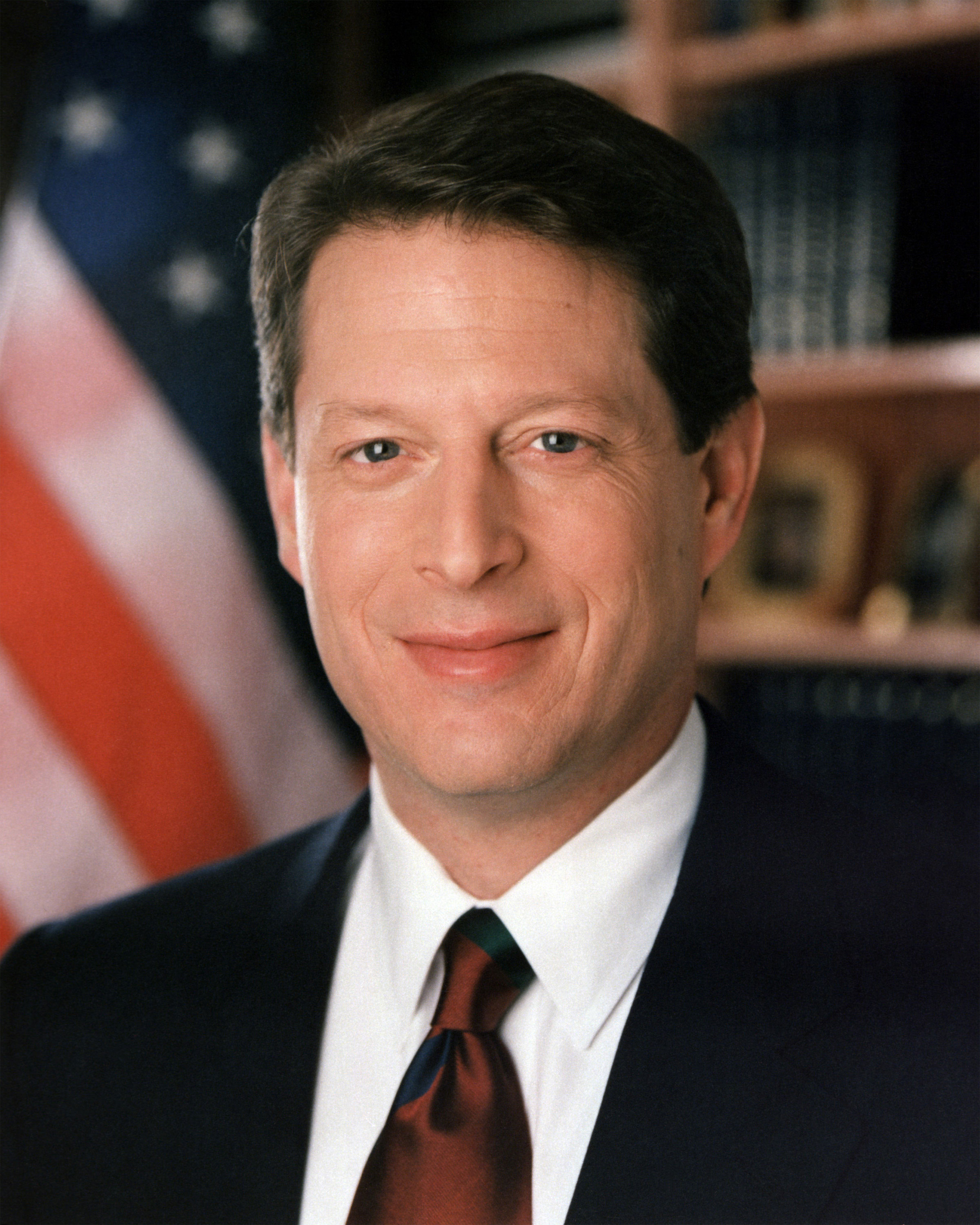
۴۵امین معاون رئیس‌جمهور آمریکا، ال گور
موسس گروه مشاوره بوستون، بوریس هندرسون.
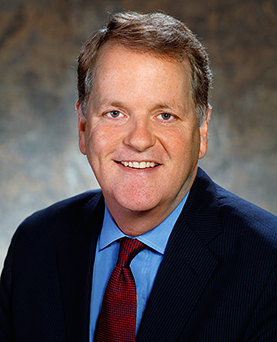
مدیر اجرایی امریکن ایرلاینز گروپ، داگ پارکر.
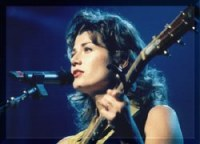
شش بار برنده جایزه گرمی، ایمی گرنت.